# 俄亥俄州哥倫布聖殿
俄亥俄哥倫布聖殿（Columbus Ohio Temple）是耶穌基督後期聖徒教會聖殿的第60座聖殿，位於柯特蘭西南約150英里（240），奉獻於1999年9月4日。在聖殿公開期間，有約30,000人參觀了聖殿。聖殿面積10,700平方英尺（990平方）。俄亥俄州是首座耶穌基督後期聖徒教會聖殿的建築地點。而哥倫布聖殿是時隔約150年之後耶穌基督後期聖徒教會再次在俄亥俄州建造聖殿。

## 外部連結
- 维基共享资源上的相關多媒體資源：俄亥俄州哥倫布聖殿
- Official Columbus Ohio Temple page（页面存档备份，存于）
- Columbus Ohio Temple page